# 疯狂出租车3：高速狂奔
《疯狂出租车3：高速狂奔》是一款由Hitmaker制作，世嘉发行的開放世界竞速游戏。本游戏是疯狂出租车系列第3作。游戏于2002年7月24日在Xbox上发行。游戏也在Chihiro基板的街机和PC发行。
游戏具有以下三个场景。西海岸（《疯狂出租车》）、Small Apple（《疯狂出租车2》，本作设为夜景）和Glitter Oasis（新场景）。每个场景都进行了图像上的更新。《疯狂出租车3》的玩法与前作的疯狂出租车系列游戏类似。玩家驾驶着出租车，接载乘客至制定地点。
Xbox版本的游戏收到平均评价。在日本《Fami通》给予游戏32/40的分数。